# Norrbottensakademien
Norrbottensakademien är en akademisammanslutning för utveckling av och kunskap om Norrbottens län, grundad 1988.
Norrbottensakademien bildades 1988 på initiativ av Björn Wahlström. Den är till sin juridiska form en stiftelse, vars kapital förvaltas av samfundet Norrbottensakademien och har som sin huvuduppgift att främja utbildning och forskning vid Luleå tekniska universitet. Akademien kan också stödja annan utbildning och vetenskaplig verksamhet i och för Norrbotten. Man arrangerar även kulturevenemang, ger stöd till bokutgivning och ger bland annat ut en egen årsbok.
De invalda ledamöterna i akademien är personer som under sin ungdom och/eller studietid bott i Norrbotten men som sedan varit bosatta och verksamma utanför Norrbottens län, ofta i en framskjuten ställning inom sitt yrkesområde. I första hand inväljs personer med erfarenhet från näringsliv, forskning, utbildning eller kulturliv och som kan bidra med kunskaper, erfarenheter och andra yrkesresurser till att främja en positiv utveckling för hembygden. Akademiens ledamöter väljer in nya ledamöter efter behov av olika slags erfarenhet och kompetens.
Styrelseordförande och akademiens vice preses är (2012) professor Rolf Back och ständig sekreterare är psykologen Lisa Keisu-Lennerlöf.

## Priser
Akademien delar regelbundet ut ett antal utmärkelser och stipendier:
- SKUM-priset, uppkallat efter konstnären Nils Nilsson Skum och som utdelas vartannat år till ung tecknare, vartannat år till kulturpersonlighet i Norrbotten (instiftat 1994)
- Teknologpriset, som utdelas till framstående sistaårsstudent inom civilingenjörsutbildningen vid Luleå tekniska universitet (instiftat 1996)
- Forskarstipendiet till förtjänt forskare inom småföretagsforskning vid Luleå tekniska universitet (instiftat 1999).
- Ekonompriset, som utdelas till framstående sistaårsstudent inom de ekonomiska vetenskaperna vid Luleå tekniska universitet (instiftat 2001)
- Pedagogpriset, som utdelas till sistaårsstudent för framstående studier inom pedagogik och lärande inom lärarutbildningen vid Luleå tekniska universitet (instiftat 2001).
- Musikpriset, som utdelas till framstående sistaårsstudent vid Musikhögskolan i Piteå, någon som efter studietiden vid högskolan vill fördjupa sitt kunnande (instiftat 2000).
- Idrottspriset, som utdelas varje år till en idrottare i klassen U 20/21, med bakgrund i Norrbotten (instiftat 2004)
- Anisbrödpriset, som utdelas varje år till en person eller personer som genom sin verksamhet gjort Norrbotten väl känt inom och utom Sverige (instiftat 2004)
- Filmsparken utdelas varje år i samarbete med Luleå kommun och Filmpool Nord till person som inom den regionala filmverksamheten breddat och stärkt filmintresset och filmkulturen på ett avgörande sätt.